# Drosophila suborosa
Drosophila suborosa är en tvåvingeart som beskrevs av Kumar och Gupta 1992. Drosophila suborosa ingår i släktet Drosophila och familjen daggflugor.
Artens utbredningsområde är Indien.